# James Iroha Uchechukwu
James Iroha Uchechukwu (Enugu, 2 januari 1972) is een Nigeriaans fotograaf.
Door zowel zijn fotografische aanpak, als zijn steun aan jonge fotografen door middel van het doorgeven van zijn kennis, wordt Uchechukwu beschouwd als degene die aan het begin van de 21e eeuw de horizon voor de fotografie in Nigeria heeft verbreed.

## Levensloop
Uchechukwu studeerde sinds 1990 beeldhouwkunst aan de kunstschool van de Universiteit van Port Harcourt. Hij slaagde er in 1996, maar zou nog ditzelfde jaar beginnen in een ander vak, namelijk de fotografie. In dit vak versmelt Uchechukwu de weergave van de alledaagse realiteit met de creatieve taal van de verbeelding, waardoor hij de mogelijkheden van de fotografie verbreedt en de lokale kunst nieuwe richtingen in laat slaan.
Uchechukwu is medeoprichter van Depth of Field (DOF), een collectief bestaande uit fotografen en kunstschilders. Zelf nam hij hierin het voortouw om zes getalenteerde jonge fotografen samen te brengen voor wie hij meerdere exposities organiseerde in zowel Nigeria als het buitenland. Ook geeft hij les door middel van seminars en workshops.
In 2004 kwam hij met een reeks prijswinnende foto's over slachterijen in de openlucht van Lagos, met de naam Fire, Flesh and Blood. De fotoreeks had oorspronkelijk een documentair karakter maar bond de toeschouwers daarbij ook in een kunstzinnige mengeling van kleurrijke en rokerige close-ups. Het Prins Claus Fonds beschrijft de vastgelegde fotoreeks als intens, cru, krachtig en poëtisch.

## Onderscheidingen
In 2005 werd Uchechukwu onderscheiden met de Élan-prijs op de African Photography Encounters in Mali voor zijn werk Fire, Flesh and Blood.
Hij ontving in 2008 een Prins Claus Prijs. De jury onderscheidde hem in de categorie Fotografie en Film "voor zijn opvallende werk, voor zijn stimulering van de fotografie als een moderne kunstvorm in Nigeria, en voor zijn steun aan jonge kunstenaars."

## Exposities
Uchechukwu nam onder meer deel aan de volgende exposities:
- 2005: Depth of Field, South London Gallery, Londen
- 2005: Un autre monde/Another World: VI Rencontres africaines de la photographie de Bamako, Maison Africaine de la Photographie & Centre de Cultura Contemporània, Bamako
- 2006: 1st Singapore Biennale, Singapore
- 2007: 2nd International Biennial of Contemporary Art of Seville (BIACS 2): The Unhomely: Phantom Scenes in Global Society, Centro Andaluz de Arte Contemporáneo, Sevilla
- 2007: Lens on Life: From Bamako to San Francisco, Museum of the African Diaspora, San Francisco
- 2008: Travesia, Centro Atlántico de Arte Moderno, Las Palmas de Gran Canaria
- 2008: Snap Judgments, door Okwui Enwezor, Stedelijk Museum, Amsterdam
- 2009: 8th Bamako Encounters, Biennial of African Photography-Borders, Bamako